# Rheumaptera uddmani
Rheumaptera uddmani là một loài bướm đêm trong họ Geometridae.